# Haringey (londýnský obvod)
Městská část Haringey, oficiální název - London Borough of Haringey, je městským obvodem na severu Londýna a je součástí Vnějšího Londýna.
Městská část vznikla v roce 1965 a zahrnuje bývalé části Middlesexu – Municipal Borough of Hornsey, Municipal Borough of Wood Green a Municipal Borough of Tottenham.
Haringey hraničí s Enfieldem na severu, s Waltham Forestem na východě, s Hackney, Islingtonem a Camdenem na jihu a s Barnetem na západě.
Znak obvodu obsahuje stylizovaný blesk představující první televizní vysílání ve Velké Británii z Alexandra Palace.
Harringay vs Haringey – Harringay je částí městské části Haringey, takže tyto pojmy nejsou totožné a rozdílná je i výslovnost.

## Obvody městské části
- Bounds Green
- Crouch End
- Finsbury Park
- Harringay
- Highgate
- Hornsey
- Manor House
- Muswell Hill
- Noel Park
- South Tottenham
- Stroud Green
- Tottenham
- Tottenham Green
- Tottenham Hale
- Turnpike Lane
- Wood Green